# Julius Muthig
Julius Muthig (* 9. Mai 1908 in Aschaffenburg; † 19. Dezember 1989 in Idstein) war ein deutscher KZ-Arzt und SS-Führer zur Zeit des Nationalsozialismus.
Muthig studierte Medizin und wurde 1935 an der Universität Würzburg mit der Dissertation Eklampsie ohne Krämpfe zum Dr. med. promoviert. Er war seit seinem Studium Mitglied der Burschenschaft Germania Würzburg.
Zum 1. März 1932 trat er der NSDAP bei (Mitgliedsnummer 951.631). Im Juni 1933 wurde er Mitglied der SS (SS-Nr. 104.518). Ab Februar 1940 war er Lagerarzt im KZ Dachau, von Juli 1940 an Standortarzt im KZ Neuengamme. Von April 1941 bis Juli 1942 war er wieder erster Lagerarzt in Dachau. Danach wechselte er als erster Lagerarzt an das KZ Sachsenhausen. Von 1944 an hatte er den Rang eines SS-Sturmbannführers der Waffen-SS inne.
Nach dem Krieg wurde er nicht zur Rechenschaft gezogen, sondern praktizierte als niedergelassener Arzt in Idstein. Er heiratete nach dem Krieg seine Schwägerin Mathilde Weber, die leitende Ärztin der Euthanasiemorde der T4-Zwischenanstalt Kalmenhof in Idstein.